# 姚家壩村
姚家坝村，也作瑶阶坝村，为浙江省湖州市滨湖街道下辖的一个行政村。

## 概况
原属白雀乡，位于该乡中东部，东临梅渚漾，西与红旗行政村接壤，北与横塘港行政村以横塘港为界，南与沿圩湾行政村（已并入仁东行政村）为邻。2009年8月撤乡后划归吴兴区滨湖街道。:114

## 人物
- 费丹旭：清代画家，瑶阶坝南坝自然村人，旧宅基为现今夏氏屋基处。葬于姚家坝李家圩，墓已重修，保存完好。[4]:128
- 朱家骅：中华民国政治人物，瑶阶坝小港里人。[5]曾在当地开办鹤和小学，在小学北面现存破落私宅一座，港南东南侧200米有其父母兄墓一处。[4]:131

## 古迹

### 鹤和小学旧址
1934年，出身瑶阶坝小港里的中华民国交通部长朱家骅利用自家部分宅屋扩建，以堂名「鹤和堂」为名在村中创办「鹤和小学」。中华人民共和国成立后，鹤和小学先后更名为“湖滨小学”、“劲松学校”、“湖滨完小”。:682018年，在异地重建的鹤和小学投入使用，由湖州市爱山小学教育集团管理，附属于杭州师范大学。
2015年11月13日湖州市人民政府公布第八批市级文物保护单位，将鹤和小学（含朱家骅家族墓）列为第八批市文物保护单位的近现代重要史迹及代表性建筑。

### 白莲桥
2003年1月，湖州市人民政府公布第六批市级文物保护单位，白莲桥被定为市级文保单位。

## 图库

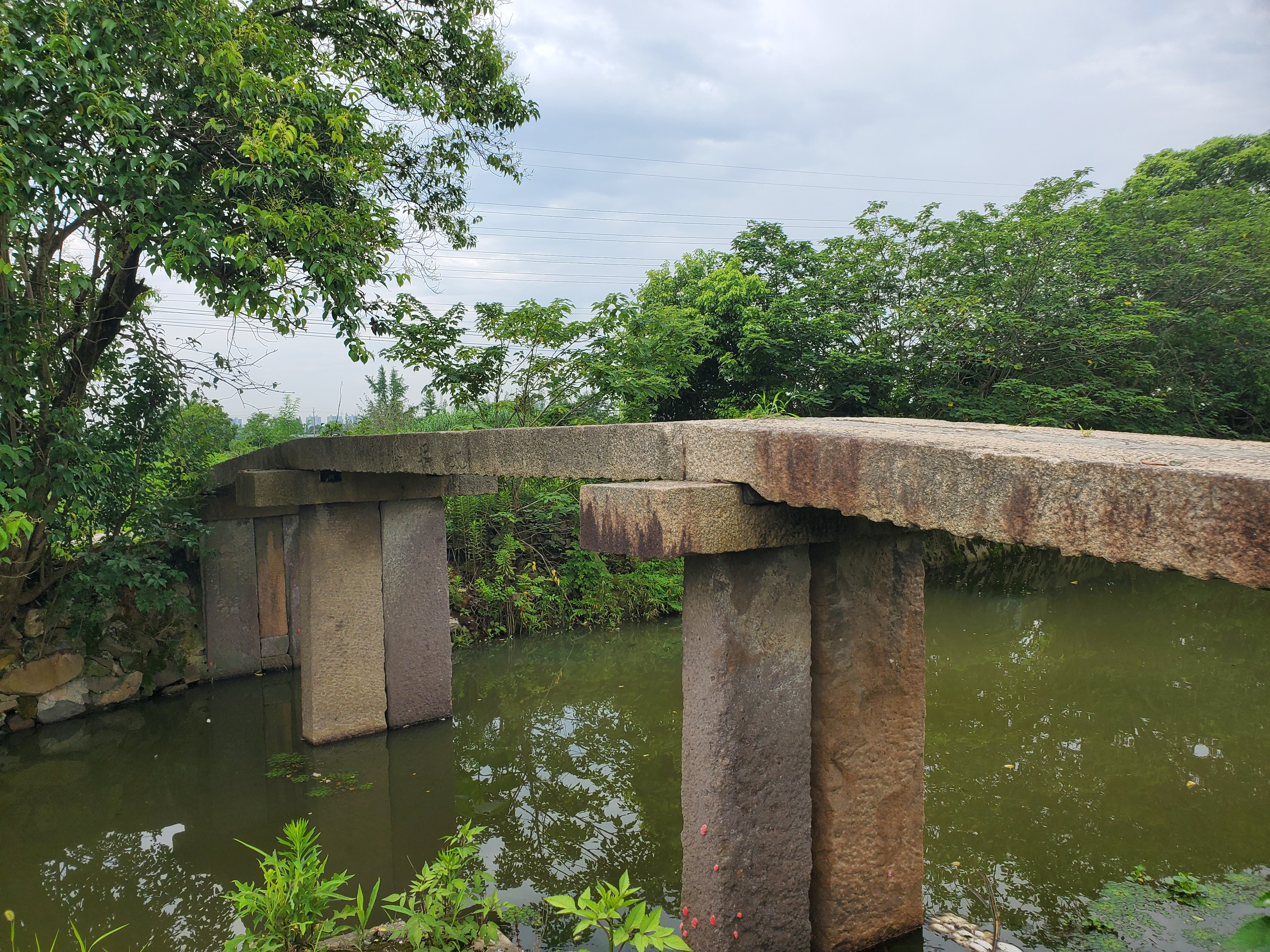
村中清代太平桥
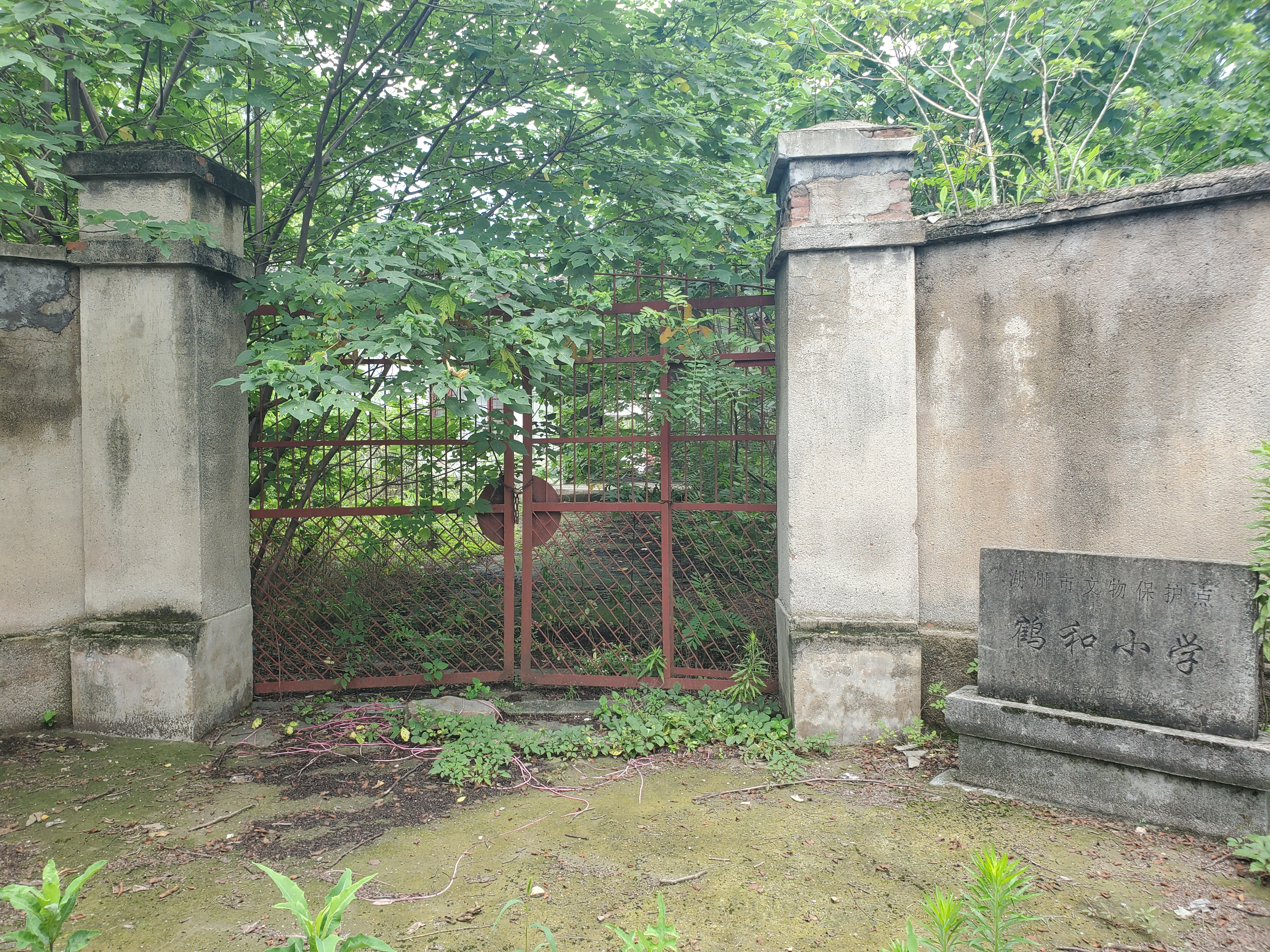
鹤和小学旧址校门
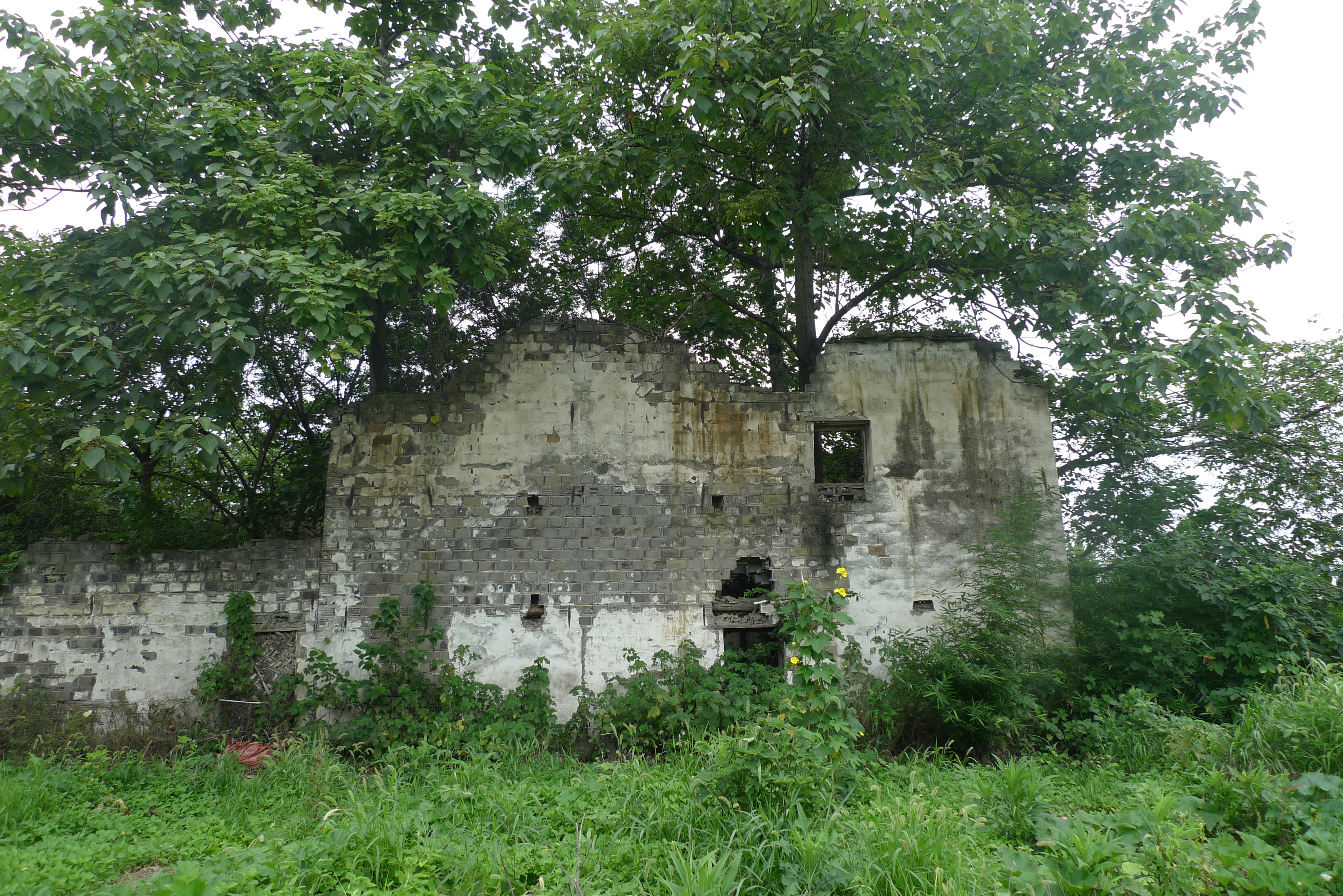
朱家骅故居